# Venezia (canción)
«Venezia» es la segunda canción del primer sencillo oficialmente grabado por Hombres G, cuyo nombre es Milagro en el Congo. El tema estaba escondido en la cara B del disco, ya que Discos Lollipop promocionó Milagro en el Congo como tema estelar, pero en la radio y, sobre todo en los sencillos que viajaron en la mochilas de los jóvenes a la costa ese verano, la canción estrella fue sin duda la cara B. La música como la letra son de David Summers, bajista y cantante del grupo. Las partes en italiano fueron adaptadas por Lidia Iovane, intima amiga de varios de los miembros del grupo.

Compuesta como burla a las canciones del verano italianas de la época la primera versión carecía de la intro de piano y voz operística que se ha hecho popular una vez fue regrabada y lanzada como tercer sencillo en 1985 del primer álbum del grupo, Hombres G, ya en Producciones Twins. 
Fue el primer número 1 de Los 40 Principales de la banda, el 14 de septiembre de 1985.

## Versiones
Esta canción, fue versionada por el grupo La Cabra Mecánica, en el disco de homenaje al grupo titulado "Voy a pasármelo bien".
En 2019 fue versionada por Efecto Mariposa, en el programa de La 1 de TVE La mejor canción jamás cantada.